# Schepersfeld
Schepersfeld ist ein Ortsteil der Hansestadt Wesel am Niederrhein. Er liegt direkt nordöstlich der Innenstadt und hat 5.035 Einwohner (Stand 2021).

## Geographie
Der Ortsteil Schepersfeld liegt einen Kilometer nordöstlich der Weseler Innenstadt, von der er an seiner westlichen Grenze durch die Bahnanlagen nahe dem Bahnhof Wesel getrennt wird. Weitere benachbarte Ortsteile sind Fusternberg im Süden, Obrighoven im Osten und die Feldmark im Norden. Neben den Bahnanlagen wird Schepersfeld durch die Bundesstraße 58 im Süden und die Bundesstraße 70 im Osten begrenzt. Das Gebiet wird also von städtisch geprägten Ortsteilen eingerahmt, während die B 58 Richtung Osten zum Stadtrand führt. Dort besteht auch ein Anschluss an die A 3. Zwei Hauptachsen Schepersfelds sind der Schepersweg und der nördliche Teil der Friedenstraße, die parallel zu den Bahnanlagen verläuft.

## Geschichte
Schepersfeld war in seiner Geschichte nie eigenständig, sondern immer zur Stadt Wesel zugehörig. Weil Wesel zur preußischen Zeit eine Festungsstadt war, war die Ausdehnung der Stadt sehr eingeschränkt und eine feste Bebauung auf dem Gebiet des späteren Ortsteils nicht gestattet. Dennoch wurde der Name Schepersfeld schon zu Beginn des 19. Jahrhunderts erwähnt. Damals war der Bereich ländlich geprägt und erst durch einen Vertrag zur Entfestigung der Stadt von 1890 war eine städtische Bebauung möglich. Von 1900 bis 1902 entstand die Reitzenstein-Kaserne, die später als Baudenkmal klassifiziert wurde. Außerdem entstand das Blücherviertel, welches anfänglich vor allem ein Arbeiterviertel für größere Weseler Betriebe wie z. B. Keramag war. Da die Weseler Innenstadt 1945 stark zerstört und Schepersfeld in einem besseren Zustand war, siedelten sich die Militär- und Stadtverwaltung dort vorübergehend an. Ab 1953 wurde die Reitzenstein-Kaserne zeitweise für Flüchtlinge aus der DDR genutzt. Seit 1996 wurde die Kaserne zum Wohnort besonders für alte Menschen umfunktioniert. Mit St. Franziskus existiert im Ortsteil seit 1959 eine katholische Kirche.

## Der Ortsteil heute
In Schepersfeld befinden sich besonders viele soziale Einrichtungen für Kinder, Jugendliche, Senioren und Menschen mit Behinderung. Es gibt verschiedene Dienstleistungsbetriebe und Nahversorger, jedoch keine Industriebetriebe mehr. Die lokale Grundschule ist die Quadenwegschule, welche 1952 als Volksschule eingeweiht wurde. Schepersfeld hat ein Stadtteilprojekt und einen 1922 gegründeten Schützenverein.